# اس‌تی‌پی ایرویز
اس‌تی‌پی ایرویز (به انگلیسی: STP Airways) یک شرکت هواپیمایی با کد یاتا 8F است. دفتر مرکزی اس‌تی‌پی ایرویز در سائوتومه، سائوتومه و پرنسیپ واقع شده‌است و قطب این شرکت هواپیمایی در فرودگاه بین‌المللی سائوتومه قرار دارد و به ۳ مقصد، پرواز انجام می‌دهد.

## مقصدهای پروازی
- آنگولا
  - لوآندا - فرودگاه کواترو دو فرویرو
- پرتغال
  - لیسبون - فرودگاه لیسبون پورتلا
- سائوتومه و پرنسیپ
  - سائوتومه - فرودگاه بین‌المللی سائوتومه قطب
  - Príncipe - فرودگاه پرینسیپه